# Hamburg-Wandsbek
Hamburg-Wandsbek is een van de zeven districten van de stad Hamburg in Duitsland. Het district Wandsbek is gelegen in het noordoosten van de stad, ten oosten van het district Nord. In het zuiden grenst het district aan Hamburg-Mitte. Het is het district met veruit de meeste inwoners van de stad. In het district zijn 18 stadsdelen, waaronder het gelijknamige Hamburg-Wandsbek.
Altona · Bergedorf · Eimsbüttel · Mitte · Nord · Harburg · Wandsbek
Bergstedt · Bramfeld · Duvenstedt · Eilbek · Farmsen-Berne · Hummelsbüttel · Jenfeld · Lemsahl-Mellingstedt · Marienthal · Poppenbüttel · Rahlstedt · Sasel · Steilshoop · Tonndorf · Volksdorf · Wandsbek · Wellingsbüttel · Wohldorf-Ohlstedt